# 布拉斯诺特
布拉斯诺特是巴西马托格罗索州的一个市镇。总面积15959.328平方公里，总人口13964人，人口密度0.9人/平方公里。